# Santana do São Francisco
Santana do São Francisco is een gemeente in de Braziliaanse deelstaat Sergipe. De gemeente telt 6.861 inwoners (schatting 2009).